# باربرا داماتو
باربرا داماتو (بالإنجليزية: Barbara D'Amato)‏ (10 أبريل 1938، غراند رابيدز في الولايات المتحدة)؛ كاتبة مسرحية، كاتِبة وروائية أمريكية.